# 1935 год в истории железнодорожного транспорта
1935 год в истории железнодорожного транспорта

## События
- 17 мая принят в эксплуатацию Саратовский железнодорожный мост.
- 24 июня открыта первая в мире детская железная дорога в Тифлисе.
- 1 июля машинист депо Славянск П. Ф. Кривонос провёл своим паровозом серии Эу 684-37 из Славянска в Лозовую тяжеловесный угольный состав с технической скоростью 31,9 км/ч при норме 23 км/ч.
- Луганский паровозостроительный завод меняет название на Ворошиловградский паровозостроительный.
- В СССР на всех железных дорогах введены общесетевой график движения поездов, единое расписание и «Устав железных дорог Союза ССР».[1]
- На железных дорогах СССР началось оборудование вагонов автосцепкой отечественного производства и установка автосцепки на всех новых вагонах.[1]
- Под Москвой на станции Северянин построена монорельсовая дорога по проекту инженера С. С. Вальднера.[1]
- К концу года при Ворошиловградском паровозостроительном заводе формируется собственное конструкторское бюро. В связи с этим, технические документации по паровозам ФД и ИС передаются с Коломенского завода на Ворошиловградский.
- В конце 1935 года в СССР зародилось движение пятисотников[2].

## Новый подвижной состав
- Коломенский завод выпустил первый маневровый танк-паровоз серии 9П заводского типа 164.